# 이승화 (정치인)
이승화(李承和, 1956년 2월 6일~)는 대한민국의 정치인이다. 제47대 산청군수이다.

## 전과
- 특정범죄가중처벌등에관한법률위반, 도로교통법위반: 징역 1년, 집행유예 2년 - 1981년 11월 19일 선고[1]
- 공무집행방해: 징역 6월, 집행유예 1년 - 1987년 6월 2일 선고[1]
- 폭력행위등처벌에관한법률위반: 벌금 1,500,000원 - 1991년 1월 9일 선고[1]
- 폭력행위등처벌에관한법률위반: 벌금 1,500,000원 - 1993년 10월 29일 선고[1]
- 교통사고처리특례법위반: 벌금 1,000,000원 - 1995년 3월 16일 선고[1]
- 뇌물공여: 벌금 10,000,000원 - 1999년 10월 29일 선고[1]
- 폐기물관리법위반: 벌금 2,000,000원 - 1999년 12월 10일 선고[1]
- 공무집행방해, 공용물건손상, 상해, 폭력행위등처벌에관한법률위반: 벌금 3,000,000원 - 2000년 11월 6일 선고[1]
- 공용물건손상: 벌금 1,000,000원 - 2015년 6월 24일 선고[1]

## 역대 선거 결과
|  | 42.95% |

|  | 39.72% |

|  | 26.47% |

|  | 51.61% |